# Wladimir Iwanowitsch Akimow
Wladimir Iwanowitsch Akimow (russisch Владимир Иванович Акимов; * 20. Juli 1953 in Moskau; † 5. Oktober 1987 ebenda) war ein sowjetischer Wasserballspieler. Bei Olympischen Spielen gewann er mit der sowjetischen Nationalmannschaft 1980 Gold. 1982 war er Weltmeister und 1981 Europameisterschaftszweiter.

## Sportliche Karriere
Wladimir Akimow war der jüngere Bruder des Wasserball-Olympiasiegers von 1972 Anatoli Akimow. Der 1,84 Meter große Defensivspezialist Wladimir Akimow spielte von 1972 bis 1983 für den Moskauer Zentralsportklub der Sowjetischen Marine und wurde mit diesem Verein von 1975 bis 1983 sechsmal Meister der Sowjetunion. Bei einigen der Meistertitel standen mit Anatoli, Wiktor und Wladimir Akimow drei Brüder in der Mannschaft.
Nachdem die sowjetische Nationalmannschaft in der zweiten Hälfte der 1970er Jahre nicht sonderlich erfolgreich gewesen war, stieg Boris Popow, der Trainer der Junioren-Nationalmannschaft, zum Cheftrainer der Nationalmannschaft auf. Er wechselte einen Teil des Kaders aus und baute junge Spieler ein. Zur Stabilisierung der Abwehr berief er auch Wladimir Akimow in die Nationalmannschaft.
Bei den Olympischen Spielen 1980 in Moskau siegte die sowjetische Mannschaft vor den Jugoslawen und den Ungarn. Im letzten Spiel bezwang das sowjetische Team die jugoslawische Auswahl mit 8:7. Akimow erzielte im Turnierverlauf drei Tore, sowohl gegen Ungarn als auch gegen Jugoslawien gelang ihm ein Treffer.
1981 bei der Europameisterschaft in Split verlor die sowjetische Mannschaft das Spiel gegen die Mannschaft aus der Bundesrepublik Deutschland mit 7:10. Die deutsche Mannschaft gewann den Titel vor der sowjetischen Mannschaft und den Ungarn. Im Jahr darauf bei der Weltmeisterschaft 1982 in Guayaquil erreichten vier Mannschaften die Endrunde. Die sowjetische Mannschaft erkämpfte den Titel vor den Ungarn, den Deutschen und den Niederländern. Im letzten Spiel gegen die Ungarn warf Akimow zwei Tore.
Akimow starb 1987 bei einem Mordanschlag. 2024 wurde Akimow als bester Defensivspieler seiner Zeit in die International Swimming Hall of Fame (ISHOF) aufgenommen.